# Пономарёв, Игорь Анатольевич
Игорь Анатольевич Пономарёв (азерб. İqor Anatolyeviç Ponomaryov; 24 февраля 1960, Баку) — советский и азербайджанский футболист, полузащитник, тренер. Заслуженный мастер спорта СССР (29.03.1989). Олимпийский чемпион (1988).

## Биография
В футбол Игоря привёл отец, хотя мать была против. Отец хотел записать мальчика к тренеру Алекперу Джафарову, но у него все группы были уже укомплектованы. Он порекомендовал обратиться к Вагифу Ахундову, который и стал первым тренером Игоря.
Бо́льшую часть карьеры провёл в бакинском «Нефтчи». В 1982 году проходил воинскую службу в составе ЦСКА, а в 1989 отыграл полсезона в шведском «Норрчёпинге», с которым стал чемпионом страны, но из-за травмы был вынужден завершить карьеру раньше времени.
Рекордсмен чемпионатов СССР по количеству пенальти, реализованных подряд — 24. Всего из 34 пенальти реализовал 31. Залогом успеха, по мнению футболиста, явились его хладнокровие и крепость нервов.

После завершения карьеры остался жить в Швеции. Тренировал шведские команды низших лиг. В 2000—2001 годах тренировал сборную Азербайджана.
С лета 2004 года по лето 2005 — главный тренер «Карабах-Азерсун». По итогам сезона клуб занял 6-е место, хотя за 6 туров до конца чемпионата Азербайджана 2004/05 лидировал. По окончании сезона Пономарёв покинул клуб.
В феврале 2005 года Пономарёву была присвоена Специальная олимпийская стипендия Президента Азербайджанской Республики.
В сентябре 2019 года возглавил азербайджанский «Сабах».
Сын Анатолий также футболист.
В 2010 году удостоен Почётного диплома Президента Азербайджанской Республики
24 февраля 2020 года распоряжением Президента Азербайджана Ильхама Алиева за заслуги в развитии спорта в Азербайджанской Республике награждён орденом «Шохрат».

Сейчас член наблюдательного совета азербайджанского футбольного клуба «Сабах».

### Сборная СССР
В 1988 году стал привлекаться в основной состав олимпийской сборной СССР. За этот период провёл в её составе один официальный матч, а также 14 неофициальных встреч, в которых отличился 9 голами. На Олимпиаде в Сеуле провёл один поединок против сборной Кореи (0:0).

## Достижения
- Олимпийский чемпион 1988 года
- Чемпион Швеции 1989 года.
- Чемпион Европы среди юниоров (U-18) 1978 года.
- Серебряный призёр юниорского (U-19) чемпионата мира 1979 года.
- Финалист Кубка Федерации СССР 1988 года.
- Рекордсмен чемпионатов СССР по количеству пенальти, реализованных подряд — 24.
- Входит в список 100 лучших бомбардиров чемпионата СССР (75 позиция, вместе с Павлом Виньковатовым из «Динамо» (Киев), Виктором Грачёвым из донецкого «Шахтёра» и Шотой Яманидзе из тбилисского «Динамо») — 66 голов.
- Шесть раз становился лучшим бомбардиром бакинского «Нефтчи» в чемпионатах СССР: 1979 (по 5 голов с Нурмамедовым, только у Пономарёва на 20 игр меньше в чемпионате — 14), 1980, 1981, 1983, 1985 и 1988.

## Рекордная серия забитых пенальти
11 октября 1988 года установил вечный рекорд чемпионатов СССР, реализовав 24 пенальти подряд.
| №  | Дата       | Минута матча | Счёт до пенальти | Итоговый счёт | Арбитр, назначивший пенальти      | Кому забил             | Кому забил          |
| №  | Дата       | Минута матча | Счёт до пенальти | Итоговый счёт | Арбитр, назначивший пенальти      | Команда                | Вратарь             |
| -- | ---------- | ------------ | ---------------- | ------------- | --------------------------------- | ---------------------- | ------------------- |
| 1  | 15.04.1983 | 77           | 1:1              | 2:2           | Валерий Бутенко (Москва)          | «Днепр» Днепропетровск | Сергей Краковский   |
| 2  | 13.05.1983 | 80           | 1:1              | 2:1           | Вадим Жук (Минск)                 | «Спартак» Москва       | Ринат Дасаев        |
| 3  | 04.06.1983 | 72           | 0:1              | 1:2           | Велоди Миминошвили (Тбилиси)      | «Зенит» Ленинград      | Михаил Бирюков      |
| 4  | 28.06.1983 | 2            | 0:0              | 3:0           | Виктор Абгольц (Алма-Ата)         | «Арарат» Ереван        | Олег Рафаилов       |
| 5  | 23.10.1983 | 79           | 0:0              | 2:0           | Юрий Савченко (Москва)            | «Динамо» Киев          | Михаил Михайлов     |
| 6  | 10.03.1984 | 54           | 0:0              | 1:2           | Мирослав Ступар (Ивано-Франковск) | «Динамо» Москва        | Александр Уваров    |
| 7  | 17.03.1985 | 73           | 0:1              | 1:2           | Алексей Спирин (Москва)           | СКА Ростов-на-Дону     | Станислав Руденко   |
| 8  | 07.04.1985 | 40           | 0:1              | 2:2           | Мирослав Ступар (Ивано-Франковск) | «Спартак» Москва       | Ринат Дасаев        |
| 9  | 14.04.1985 | 32           | 0:1              | 1:2           | Александр Мушковец (Москва)       | «Торпедо» Кутаиси      | Автандил Кантария   |
| 10 | 06.05.1985 | 83           | 0:2              | 1:2           | Алексей Спирин (Москва)           | «Динамо» Тбилиси       | Отар Габелия        |
| 11 | 19.06.1985 | 31           | 0:0              | 1:1           | Вадим Жук (Минск)                 | «Динамо» Киев          | Михаил Михайлов     |
| 12 | 13.07.1985 | 5            | 0:0              | 1:0           | Мирослав Ступар (Ивано-Франковск) | «Факел» Воронеж        | Владимир Меровщиков |
| 13 | 22.09.1985 | 33           | 1:1              | 3:1           | Юрий Савченко (Москва)            | «Торпедо» Кутаиси      | Автандил Кантария   |
| 14 | 03.11.1985 | 80           | 0:1              | 1:1           | Алексей Спирин (Москва)           | «Металлист» Харьков    | Юрий Сивуха         |
| 15 | 25.05.1986 | 45           | 1:1              | 2:2           | Кирилл Доронин (Москва)           | «Динамо» Тбилиси       | Отар Габелия        |
| 16 | 20.07.1986 | 80           | 2:2              | 3:3           | Юстинас Миляускас (Алитус)        | «Шахтёр» Донецк        | Сергей Золотницкий  |
| 17 | 25.08.1986 | 75           | 0:1              | 1:1           | Герман Галиков (Ленинград)        | «Торпедо» Кутаиси      | Гоча Микадзе        |
| 18 | 14.03.1987 | 40           | 0:1              | 1:2           | Александр Кириллов (Москва)       | «Металлист» Харьков    | Юрий Сивуха         |
| 19 | 10.07.1987 | 25           | 1:0              | 2:1           | Кирилл Доронин (Москва)           | «Зенит» Ленинград      | Михаил Бирюков      |
| 20 | 08.11.1987 | 3            | 0:1              | 1:1           | Пётр Кобичик (Львов)              | «Торпедо» Москва       | Валерий Сарычев     |
| 21 | 30.04.1988 | 72           | 1:0              | 2:0           | Сергей Хусаинов (Москва)          | «Черноморец» Одесса    | Виктор Гришко       |
| 22 | 04.05.1988 | 83           | 0:2              | 1:2           | Пётр Кобичик (Львов)              | «Спартак» Москва       | Ринат Дасаев        |
| 23 | 04.08.1988 | 18           | 0:0              | 2:2           | Вадим Жук (Минск)                 | «Днепр» Днепропетровск | Валерий Городов     |
| 24 | 11.10.1988 | 88           | 0:1              | 1:1           | Николай Юров (Томск)              | «Локомотив» Москва     | Станислав Черчесов  |